# 小行星3025
小行星3025（3025 Higson）是一颗围绕太阳公转的小行星。1982年8月20日，卡羅琳·舒梅克、尤金·舒梅克在帕洛马山发现了此天体。
該小行星以美國加利福尼亞州帕洛馬山天文台塞繆爾·奧欣望遠鏡的夜間助理羅傑·希格森（Roger Higson）命名。
这颗小行星的绝对星等为115.0957316397198等。